# Филлингендорф
Филлингендорф (нем. Villingendorf) — община в Германии, в земле Баден-Вюртемберг. 
Подчиняется административному округу Фрайбург. Входит в состав района Ротвайль.  Население составляет 3310 человек (на 31 декабря 2010 года). Занимает площадь 9,33 км².